# Szabolcsi földvár

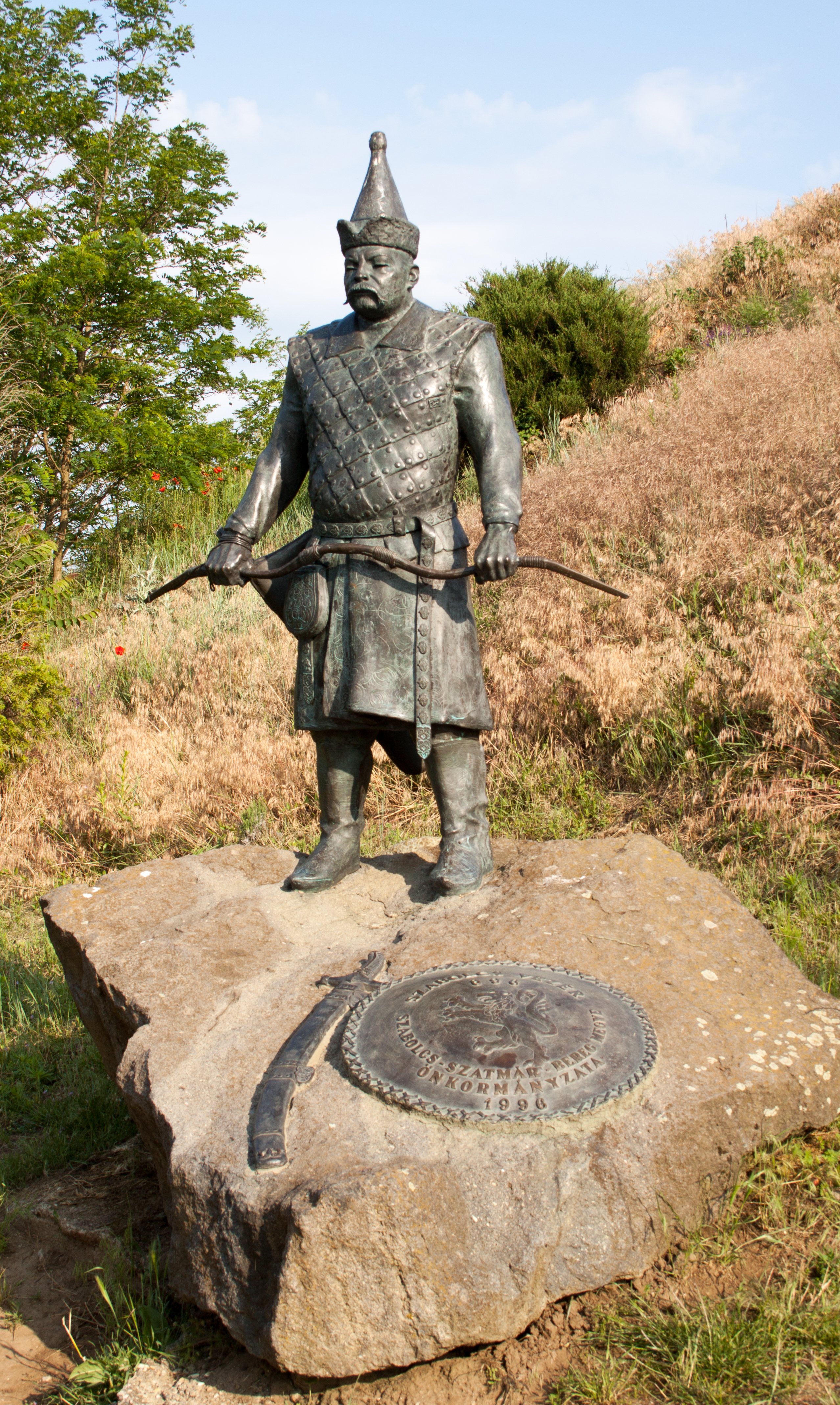
Szabolcs vezér szobra a vár bejáratánál

A szabolcsi földvár a Tisza folyó bal partján, a mai Szabolcs település közvetlen közelében található erődítmény, amelyet a régészeti feltárások eredményei szerint 950 körül emeltek.

## A vár története
A Kárpát-medencében letelepülő magyar törzsek egyikének vezéri szálláshelye lehetett. Anonymus szerint Szabolcs vezér építtette a honfoglalás után.
A földvár két oldala a Tisza akkori magaspartján épült, míg a harmadik, leghosszabb oldalon mesterséges folyóágat ástak ki, így az erődítmény szigetként emelkedett ki a környező vizekből. A sáncok szerkezete eredetileg rácshálós rendszerben összecsapolt fagerendákból állt, ezt aztán földdel töltötték ki. A 337 x 225 x 387 méteres háromszög alaprajzú földvár területe 3,3 hektár. A falakon három helyen látható áttörés helyén voltak egykor a kikövezett várkapuk. A belső részen látható mélyedés ciszterna vagy kút lehetett.
Az egységes magyar államot létrehozó István király idejében ez a vidék is a keresztény uralkodó hatalmába került, így benne tartotta székhelyét Szabolcs királyi vármegye ispáni tisztségviselője.
A várat a 11. század második felében megerősítették, a falak magasságát emelték, belső oldalait vastagították, mivel újra és újra feldúlták vidékét a Kárpát-medencébe betörő úz és kun törzsek (1068, 1085, 1091). Az első korabeli forrás a várral kapcsolatban az 1092-es szabolcsi zsinatról emlékezik meg, amikor az Árpád-házi Szent László király elnökletével összeülő egyházi és világi méltóságok elfogadták II. Orbán pápa határozatait.
A középkori oklevelekből ismert a királyi vármegyék politikai felépítése. Élükön az uralkodó által kinevezett ispán állt. Beosztottai a várnagy, aki a várbeliek mindennapjait irányította, valamint a hadnagy, aki országos méretű hadjárat alkalmával vezette a fegyveres szolgálatra kötelezett szabad embereket, a várjobbágyokat. A hatalmi hierarchia legalsó részén a várat kiszolgáló, állattartással, földműveléssel, kisebb mértékben kézművességgel foglalkozó várnépek álltak, de a korai időszakban még létezett a rabszolgatartás intézménye is.
Miután II. Endre király nagyrészt eladományozta a szabolcsi ispánság földjeit is, meggyengült a fegyveres szabadok tábora. Így az országra zúduló tatárjárás idején a mongol lovasseregek elfoglalták és lerombolták Szabolcs várát, mely ezután elvesztette katonai jelentőségét.
A települést és a várat 1266 előtt királyi adományul a Szentemágócs nemzetség egyik ága kapta, amely aztán innen Szabolcsinak is nevezte magát, és 1380-ig volt itt birtokos.
A 18. századtól a vár belső részében volt a falu temetője. 1896-ban millenniumi emlékművet emeltek a vár egyik falán. 1996-ban, a honfoglalás millecentenáriuma alkalmából a bejáratnál elhelyezték Szabolcs vezér szobrát.
A földvár ma a 3821-es út Szabolcson átvezető szakaszáról észak felé letérve, a Petőfi úton érhető el a legegyszerűbben, de vízitúrázók könnyen elérhetik a Tisza felől is.

## Képgaléria

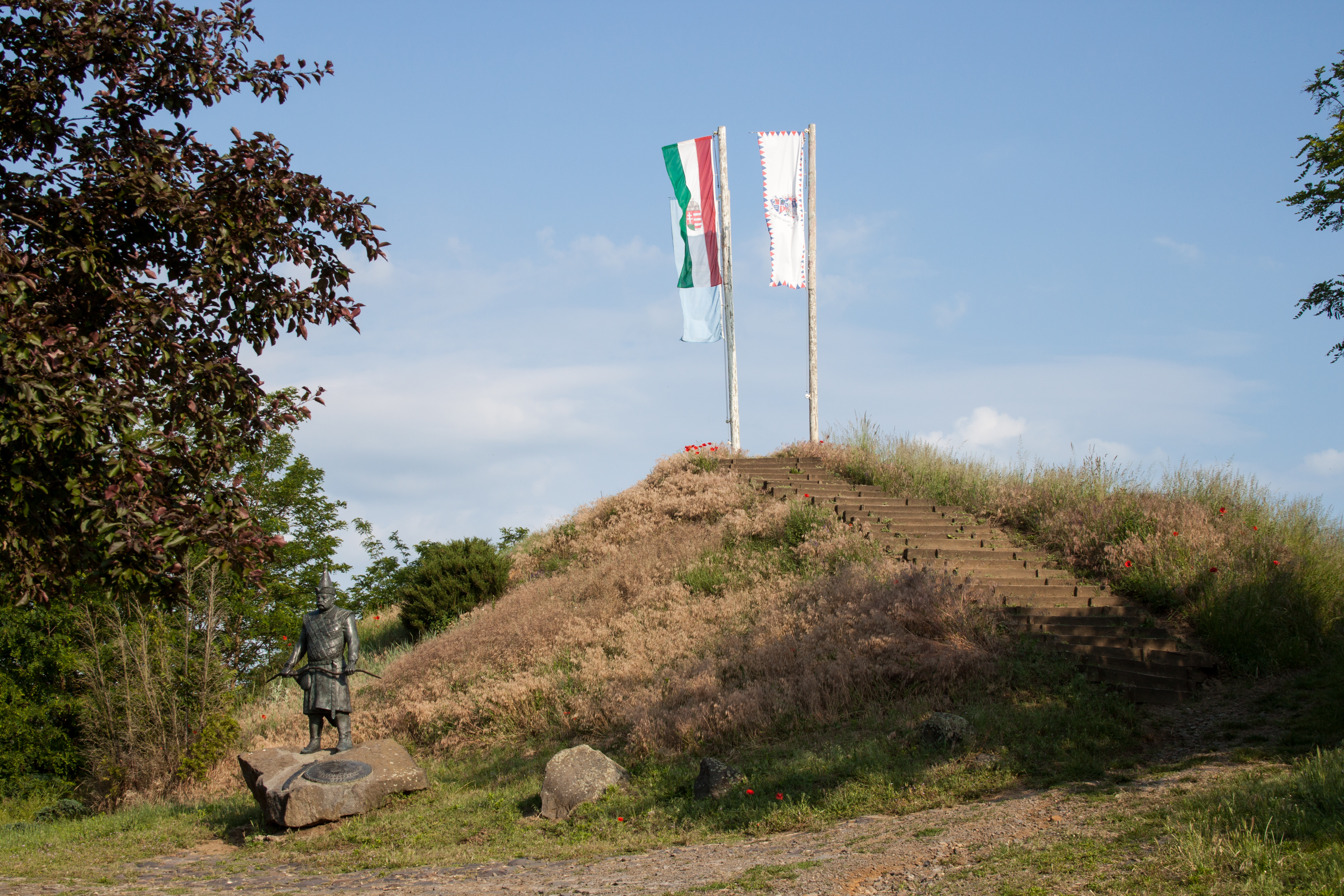
Főbejárat
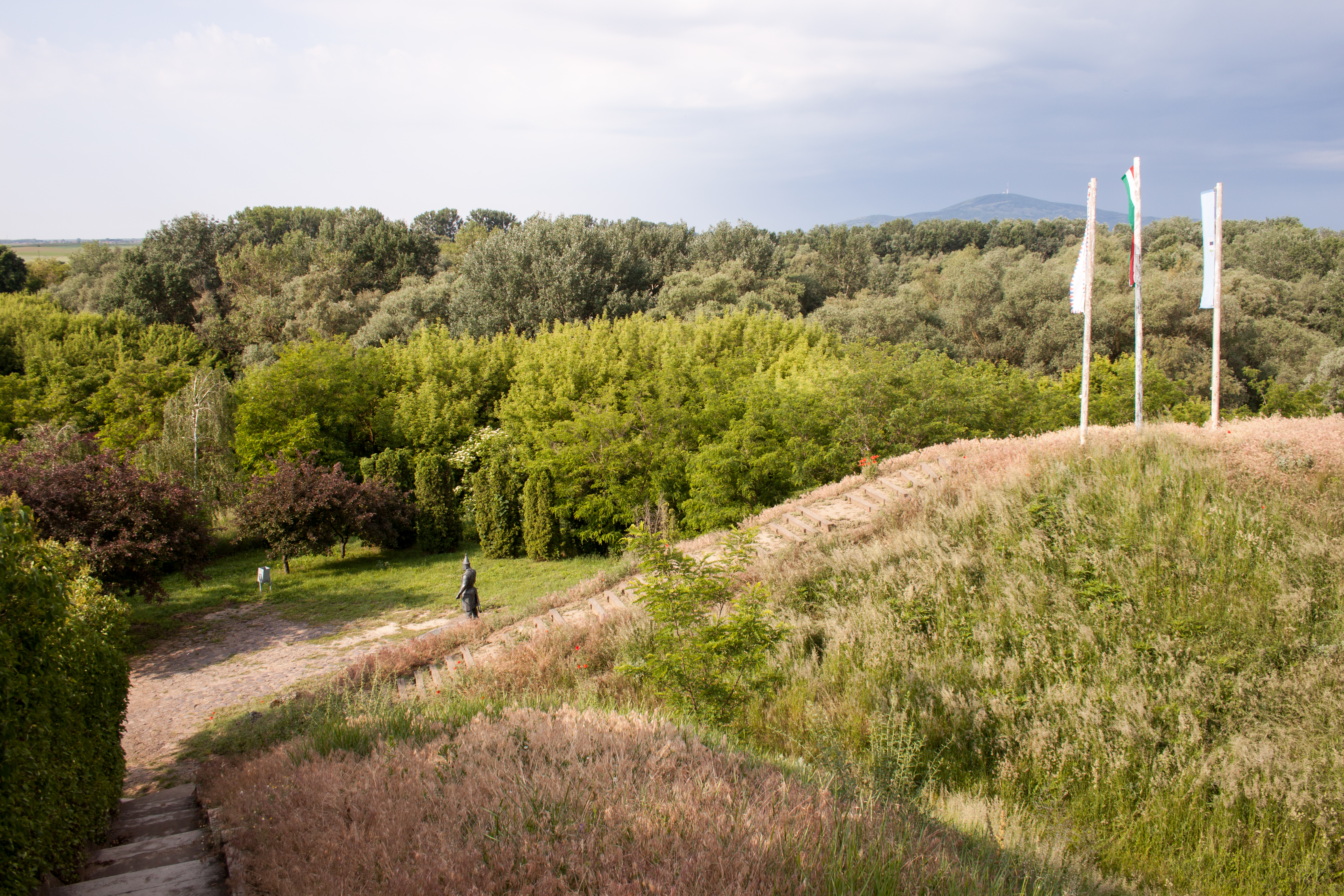
A bejárat a falról nézve
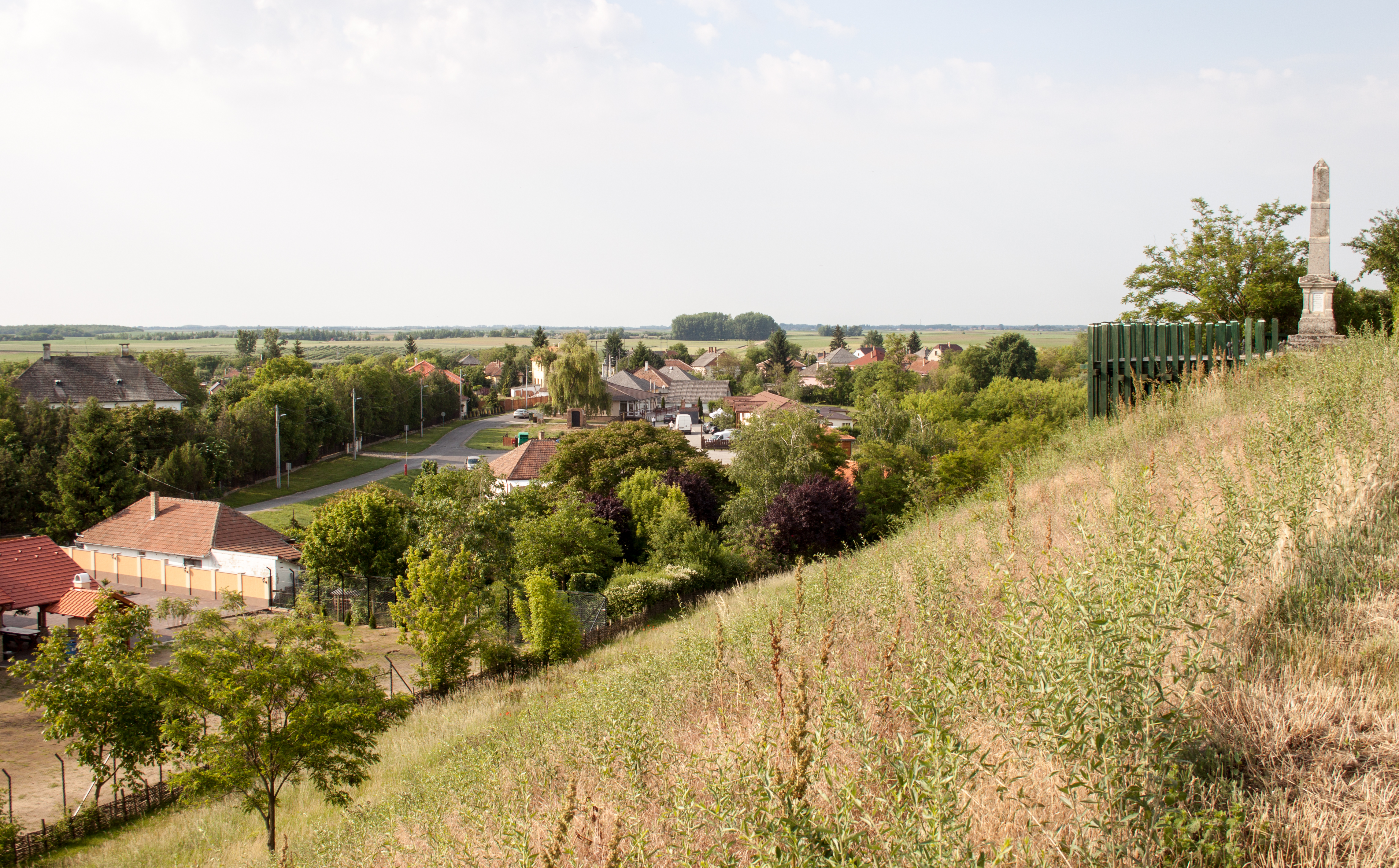
Millenniumi emlékmű, háttérben a falu
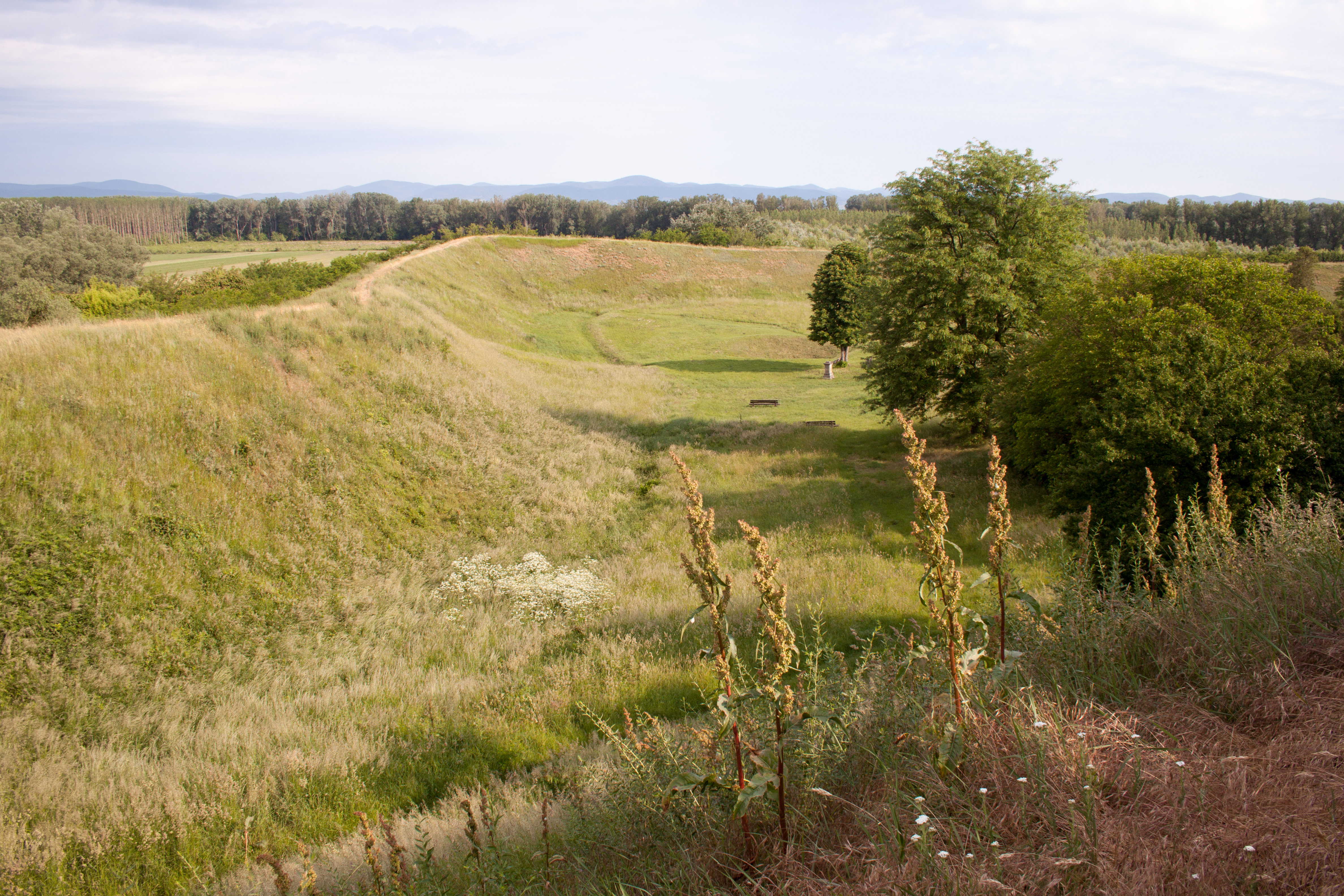
A vár belső része
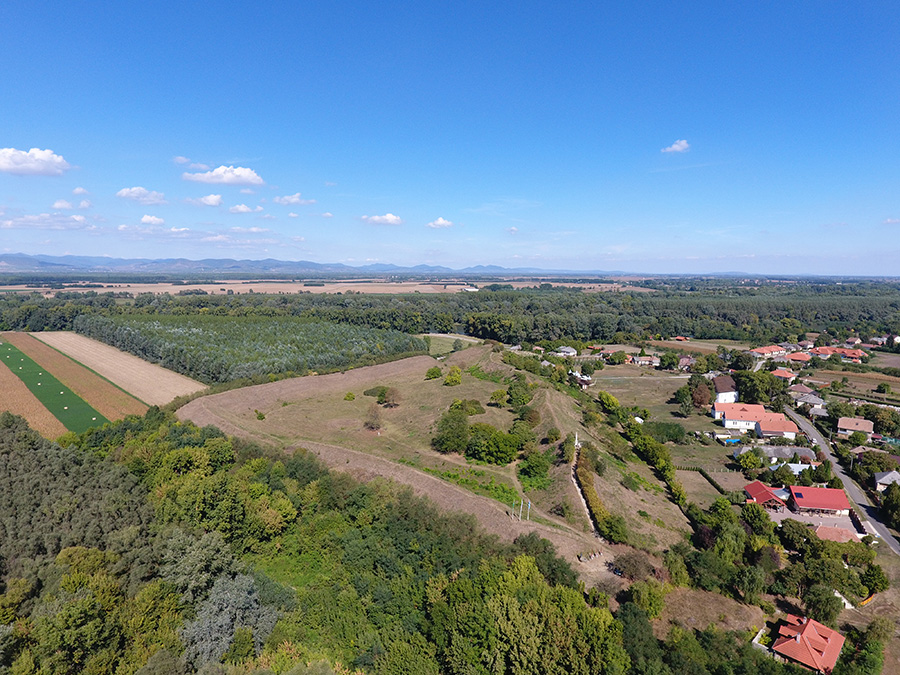
A földvár légi fotón
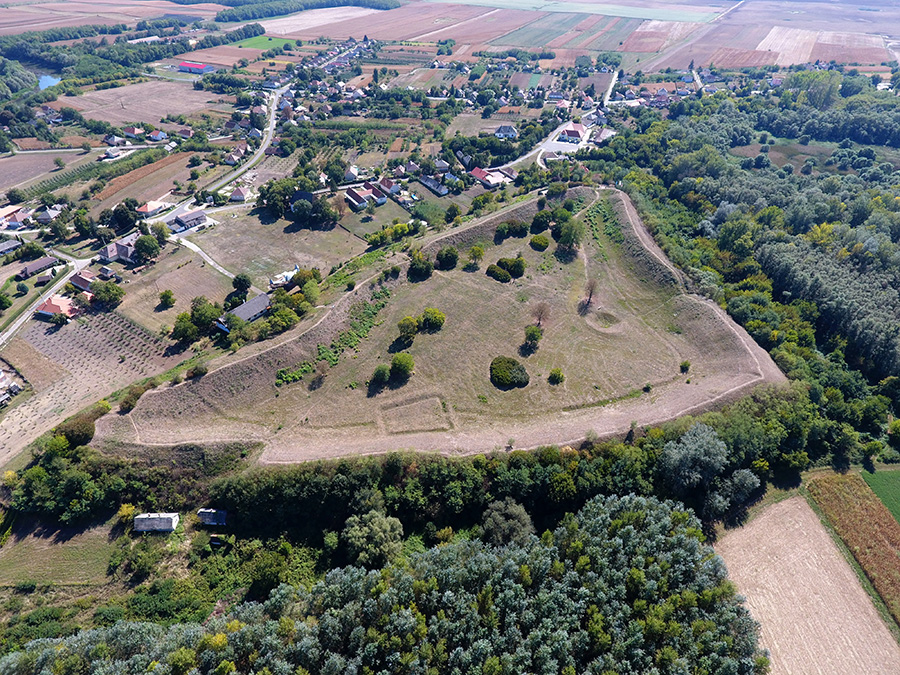
A földvár légi felvételen
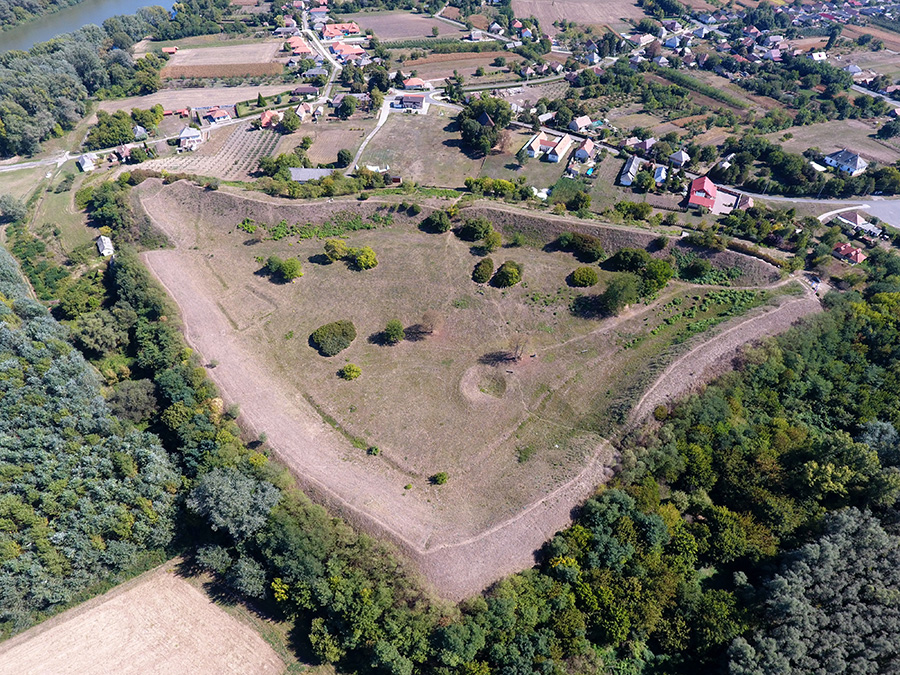
A földvár a magasból
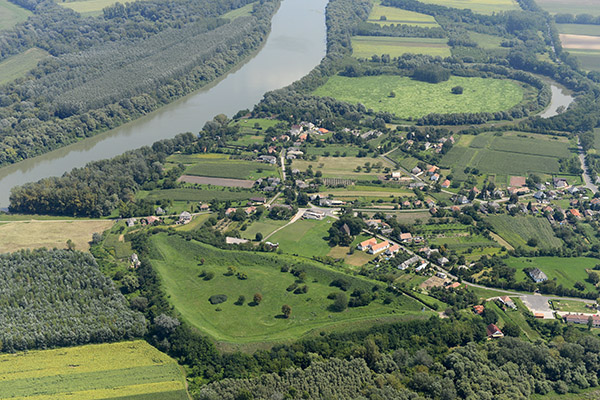
A földvár légifotón 1.
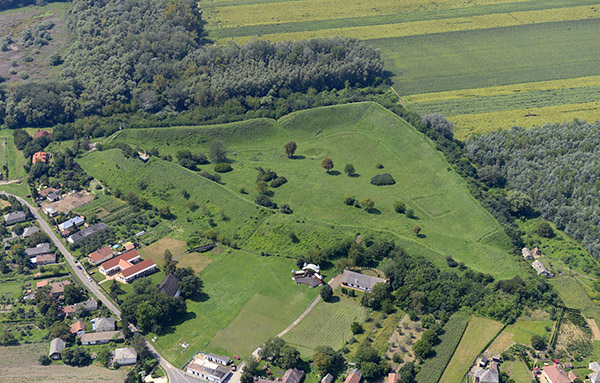
A földvár légifotón 2.
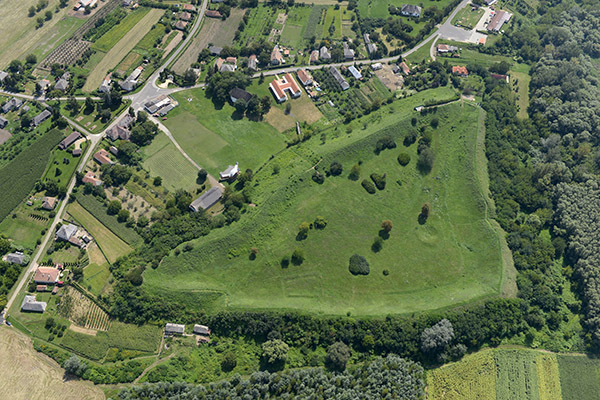
A földvár légifotón 3.
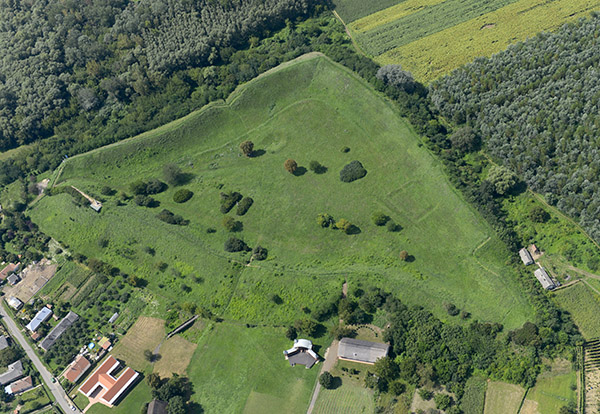
A földvár légifotón 4.
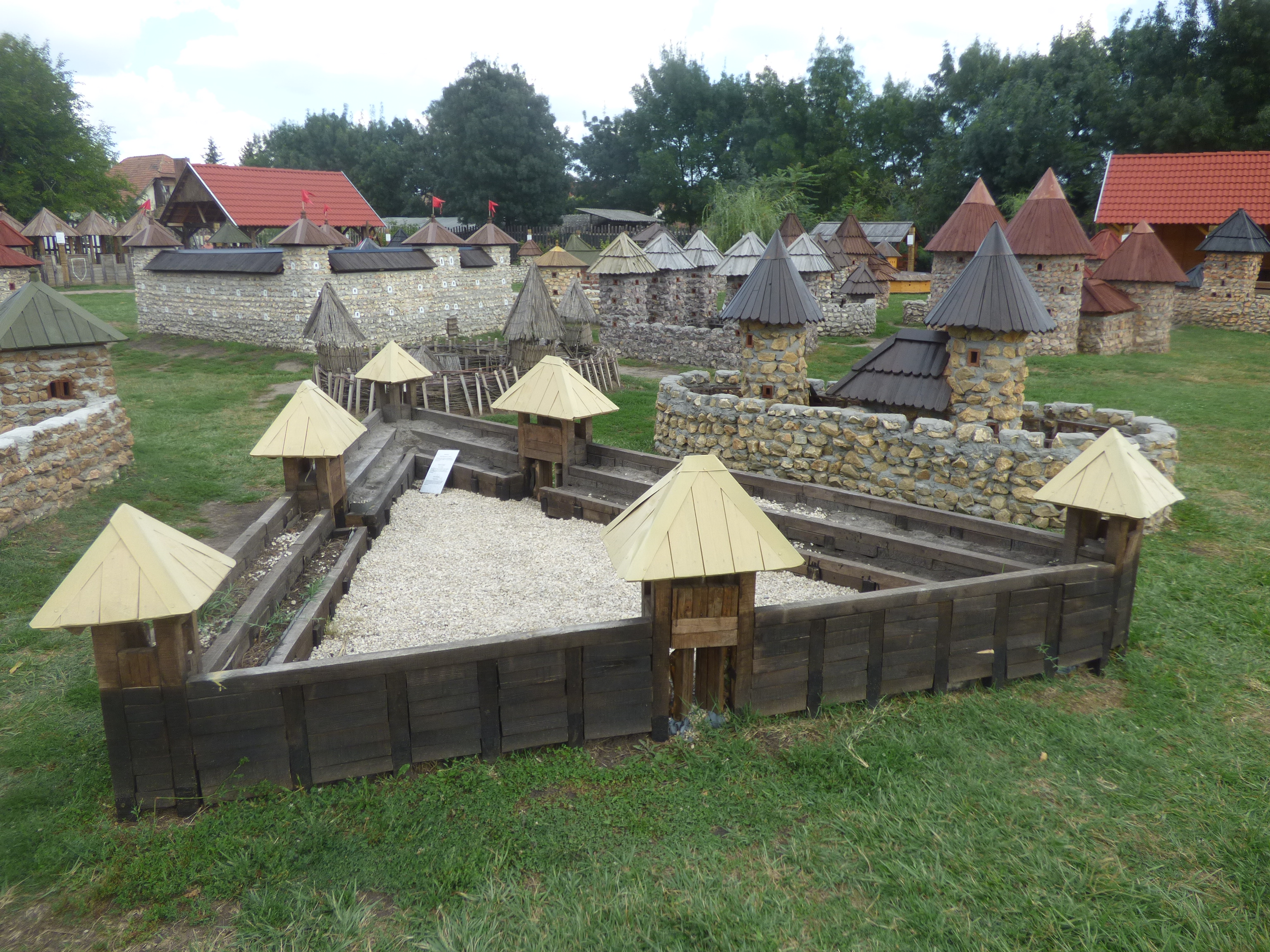
A szabolcsi vár makettje a dinnyési Várparkban